# 2006 en football
Cet article présente les faits marquants de l'année 2006 en football, dont la Coupe du monde en Allemagne est l'événement majeur.

## Janvier
- 1er janvier : l'Australie quitte l'OFC et devient membre de l'AFC.
- 4 janvier : 
  - Le Real Madrid annonce l'arrivée dans ses rangs de l'attaquant international italien Antonio Cassano, en provenance de l'AS Rome. Après le latéral brésilien Cicinho, il s'agit du deuxième renfort hivernal du club madrilène.
  - Mirko Slomka devient le nouvel entraîneur du FC Schalke 04. Il remplace Ralf Rangnick, licencié en décembre 2005.
- 9 janvier : l'attaquant international italien Christian Vieri signe à l'AS Monaco. Vieri évoluait depuis l'été 2005 sous les couleurs du Milan AC. À Monaco, il retrouve Marco Di Vaio, un autre attaquant italien recruté durant l'hiver.
- 10 janvier : comme annoncé depuis plusieurs jours par Alex Ferguson, l'arrière latéral français Patrice Évra quitte l'AS Monaco pour rejoindre Manchester United, club où il a signé jusqu'en 2009.
- 12 janvier :
  - L'AC Ajaccio se sépare de son entraîneur Rolland Courbis. José Pasqualetti prend le relais. En position de relégable au classement de la Ligue 1, le club corse n'a plus remporté de match de championnat depuis septembre 2005.
  - L'Atletico Madrid limoge son entraîneur argentin Carlos Bianchi. Cette décision survient au lendemain d'une défaite à domicile des Madrilènes en Coupe d'Espagne contre le Real Saragosse.
- 14 janvier : au classement du championnat de France de Ligue 1, Lyon compte déjà 14 points d'avance sur son dauphin, Bordeaux. Le titre de champion de France semble déjà joué…
- 20 janvier : ouverture de la Coupe d'Afrique des nations.
- 22 janvier, Championnat d'Angleterre : à Old Trafford, Manchester United s'impose 1-0 sur Liverpool.
- 31 janvier, Coupe de France, seizièmes de finale : le modeste club amateur de Lyon la Duchére (CFA) réussit l'exploit de battre Strasbourg, club de Ligue 1, aux tirs au but. Colmar, club de CFA2, fait également sensation en éliminant Monaco 1 but à 0 après prolongation.

## Février
- 2 février : Glenn Hoddle devient le nouvel entraîneur de Newcastle United. Il succède à Graeme Souness.
- 7 et 8 février, Demi-finale de la Coupe de la Ligue de football : dans le derby azuréen, Monaco s'incline sur son terrain face à Nice (0-1). Nancy s'impose à domicile face au Mans (2-0). La finale opposera donc Nice à Nancy.
- 9 février : 
  - Giovanni Trapattoni est limogé de son poste d'entraîneur du VfB Stuttgart. Armin Veh le remplace.
  - Serse Cosmi est limogé de son poste de manager de l'Udinese Calcio. Nestor Sensini et Loris Dominissini assurent l'intérim jusqu'à la fin de la saison.
- 10 février, Coupe d'Afrique des nations, finale : au Stade international du Caire l'Égypte remporte la finale de la Coupe d'Afrique des nations contre la Côte d'Ivoire quatre tirs au but à deux, après avoir fait match nul zéro à zéro.
- 19 février, Championnat d'Écosse : très large victoire du Celtic sur Dunfermline (8-1). L'attaquant polonais Maciej Żurawski est l'auteur de 4 buts. Ce résultat constitue le score le plus large de l'histoire de la Scottish Premier League.
- 21 et 22 février, Ligue des champions de l'UEFA, huitièmes de finale aller :
  - PSV Eindhoven 0-1 Olympique lyonnais
  - Chelsea FC 1-2 FC Barcelone
  - Werder Brême 3-2 Juventus
  - Ajax Amsterdam 2-2 Inter Milan
  - Glasgow rangers 2-2 Villarreal CF
  - Real Madrid 0-1 Arsenal FC
  - Bayern de Munich  1-1 Milan AC
  - Benfica Lisbonne 1-0 Liverpool FC
- 25 février, Championnat de France : exploit du Stade rennais qui bat largement l'Olympique lyonnais 4-1 à Gerland. John Utaka signe un triplé.
- 26 février, Coupe de la Ligue anglaise, finale : au Millennium Stadium de Cardiff, Manchester United remporte la deuxième Coupe de la Ligue de son histoire en surclassant Wigan 4-0. C’est la plus large victoire obtenue lors d'une finale de League Cup.

## Mars
- 5 mars : surprise lors du 'classico' du championnat de France de football; les dirigeants marseillais décident d'envoyer leur équipe réserve jouer au Parc des Princes. Selon eux, des problèmes de sécurité empêchent la tenue correcte de la rencontre. Finalement, les amateurs marseillais font match nul (0-0) alors que les parisiens alignent leur équipe type. Le 3 avril, le Conseil National de l'Ethique (CNE) annonce que les deux clubs se voient pénaliser d'un point. Le 19 avril, la commission supérieure d'appel de la Fédération décide que les deux équipes peuvent récupérer leur point.
- 7 et 8 mars, Ligue des champions de l'UEFA, huitièmes de finale retour (les qualifiés sont en gras) :
  - Olympique lyonnais 4-0 PSV Eindhoven
  - FC Barcelone 1-1 Chelsea FC
  - Juventus 2-1 Werder Brême
  - Inter Milan 1-0 Ajax Amsterdam
  - Villarreal CF 1-1 Glasgow rangers
  - Arsenal FC 0-0 Real Madrid
  - Milan AC  4-1 Bayern Munich
  - Liverpool FC 0-2 Benfica Lisbonne
- 21 et 22 mars, Coupe de France, huitièmes de finale : le club amateur de Calais (CFA) fait sensation en éliminant Brest après prolongation (1-0). En revanche l'aventure s'arrête là pour les amateurs de Lyon la Duchère (CFA), battus 3 à 0 par le PSG à Gerland. Idem pour les amateurs de Colmar (CFA2), largement battus par Rennes 4 buts à 1. Montpellier, club de ligue 2, réalise l'exploit en éliminant Bordeaux (1-0). Lille ne tremble pas face aux amateurs de Vitré (2-0) et Marseille élimine Sochaux au Vélodrome (2-0). Nantes bat largement Dijon 3 buts à 0 et Lyon s'impose face à Bastia 1 à 0.
- 28 et 29 mars, Ligue des champions de l'UEFA, quarts de finale aller :
  - Arsenal 2-0 Juventus
  - Benfica Lisbonne 0-0 FC Barcelone
  - Olympique lyonnais 0-0 Milan AC
  - Inter Milan 2-1 Villarreal CF
- 30 mars, Coupe de l'UEFA, quarts de finale aller :
  - Levski Sofia 1-3 Schalke 04
  - FC Bâle 2-0 Middlesbrough FC
  - FC Rapid Bucarest 1-1 Steaua Bucarest
  - FC Séville 4-1 Zénith Saint-Pétersbourg

## Avril
- 1er avril, Championnat d'Espagne : au Camp Nou, le FC Barcelone et le Real Madrid se neutralisent (1-1). Les deux buts sont inscrits par Ronaldinho (sur penalty) et par Ronaldo.
- 4 et 5 avril, Ligue des champions de l'UEFA, quarts de finale retour (les qualifiés sont en gras) :
  - Milan AC 3-1 Olympique lyonnais
  - Villarreal CF 1-0 Inter Milan
  - Juventus 0-0 Arsenal
  - FC Barcelone 2-0 Benfica Lisbonne
- 6 avril, Coupe de l'UEFA, quarts de finale retour (les qualifiés sont en gras) :
  - Zénith Saint-Pétersbourg 1-1 FC Séville
  - Middlesbrough FC 4-1 FC Bâle
  - Steaua Bucarest 0-0 FC Rapid Bucarest
  - Schalke 04 1-1 Levski Sofia
- 8 avril : 2000e match dans l'élite du football français pour le Football Club de Metz.
- 11 avril, Coupe de France, quart de finale : le PSG bat Lille sur le score de 2 buts à 1; Marseille résussit le petit exploit d'éliminer le quadruple champion de France, Lyon, 2 buts à 1 au Stade de Gerland.
- 12 avril, Coupe de France, quart de finale : Rennes bat Montpellier 5 buts à 3 après prolongation; le petit poucet de la compétition Calais qui évolue en CFA est battu par Nantes 1 à 0. Les amateurs de Calais ne réitéreront donc pas leur exploit de l'année 2000 ou ils étaient parvenus jusqu'en finale contre ces mêmes nantais.
- 13 avril, Coupe d'Espagne, finale : l'Espanyol Barcelone remporte la Coupe d'Espagne en s'imposant 4-1 en finale face au Real Saragosse.
- 15 avril, Championnat de France : la défaite des Girondins de Bordeaux à Lille permet à Lyon de s'assurer de remporter le titre.
- 17 avril, Coupe de Suisse, finale : le FC Sion remporte la Coupe de Suisse.
- 18 avril, Ligue des champions de l'UEFA, demi-finale aller : le FC Barcelone bat le Milan AC 1 but à 0 à l'extérieur et prend une bonne option pour l'accession en finale…
- 19 avril, Ligue des champions de l'UEFA, demi-finale aller : Arsenal bat Villarreal par la plus petite des marges à Highbury (1-0).
- 20 avril :
  - Coupe de France, demi-finales : le PSG s'impose à Nantes (2-1) au Stade de la Beaujoire tandis que Marseille surclasse Rennes au Stade Vélodrome (3-0). On aura donc droit au choc PSG-OM en finale.
  - Coupe UEFA, demi-finale aller : Schalke 04 fait match nul (0-0) face au FC Séville tandis que le Steaua Bucarest l'emporte 1-0 face à Middlesbrough.
- 22 avril, Coupe de la Ligue, finale : l'Association Sportive Nancy-Lorraine remporte la Coupe de la Ligue au Stade de France en battant l'OGC Nice sur le score de 2-1. Grâce à des buts de Moncef Zerka et Kim (et une égalisation à 1-1 de Marama Vahirua), le club lorrain gagne une deuxième coupe nationale 28 ans après la Coupe de France de la "Bande à Platini"[Qui ?] (déjà face à Nice). Michel Platini est présent au Stade de France, officiellement en tant que président de l'UEFA…
- 25 avril :
  - Ligue des champions de l'UEFA, demi-finale retour : le club londonien d'Arsenal se qualifie pour sa première finale de Ligue des champions en faisant match nul zéro partout face à Villarreal.
  - Le meneur de jeu du Real Madrid et de l'équipe de France, Zinédine Zidane, annonce qu'il arrêtera sa carrière à l'issue de la Coupe du monde en Allemagne.
- 26 avril, Ligue des champions de l'UEFA, demi-finale retour : le FC Barcelone obtient son billet pour la finale de la Ligue des champions en tenant le match nul zéro partout face au Milan AC.
- 27 avril, Coupe de l'UEFA, demi-finale retour : Séville l'emporte 1-0 face à Schalke 04; de son côté Middlesbrough gagne 4-2 face au Steaua Bucarest. Au vu des matchs aller, la finale opposera donc Séville à Middlesbrough.
- 29 avril :
  - Coupe de France, finale : le Paris Saint-Germain remporte la Coupe en s'imposant face à l'Olympique de Marseille sur le score de 2-1. Grâce à deux tirs puissants de Bonaventure Kalou et Vikash Dhorasoo le club parisien remporte la septième Coupe de France de son histoire.
  - Coupe d'Allemagne, finale : le Bayern de Munich remporte sa treizième Coupe d'Allemagne en s'imposant face à l'Eintracht Francfort, 1-0.
  - Chelsea est sacré champion d'Angleterre à la suite de sa large victoire sur Manchester United, 3-0.

## Mai
- 3 mai :
  - Élie Baup quitte son poste d'entraîneur de l'AS Saint-Étienne. Il rejoint Toulouse quelques jours plus tard.
  - Le FC Barcelone est sacré champion d'Espagne.
- 6 mai :
  - Jean-Pierre Papin annonce qu'il sera entraîneur de l'équipe du Racing Club de Strasbourg la saison prochaine. Le club est déjà mathématiquement relégué en Ligue 2.
  - Le Bayern de Munich est sacré champion d'Allemagne.
- 10 mai, Coupe UEFA 2005-2006, finale : au Philips Stadion, à Eindhoven, le club espagnol du FC Séville remporte la Coupe de l'UEFA en battant les Anglais de Middlesbrough sur le large score de 4-0. C'est la première Coupe de l'UEFA remportée par les joueurs sévillans.
- 11 mai, Coupe d'Italie, finale retour : l'Inter Milan remporte sa cinquième Coupe d'Italie après son succès 3-1 face à la Roma en match retour (aller 1-1).
- 13 mai :
  - Dernière journée du championnat de France de Ligue 1 : l'Olympique lyonnais, déjà sacré champion de France, écrase le Mans 8 buts à 1. Ce match est à l'image de la saison qui aura vu la très forte domination de l'OL. Bordeaux termine deuxième à 15 points du leader et ira en Ligue des champions. Lille complète le podium et jouera le tour préliminaire de la Ligue des champions. Pauleta termine meilleur buteur de la saison avec 21 réalisations.
  - Finale de la Coupe d'Angleterre : Liverpool remporte la FA Cup face à West Ham après une séance de tirs au but.
- 14 mai : la Juventus est sacré championne d'Italie. Ce titre sera annulé à la suite d'une affaire de matchs truqués.
  - Article détaillé : Affaire des matches truqués du Calcio
- 15 mai :
  - Le milieu de terrain du Bayern Munich, Michael Ballack, rejoint Chelsea pour trois ans.
  - Le gardien international français du FC Nantes, Mickaël Landreau, signe un contrat de quatre ans avec le Paris Saint-Germain.
- 17 mai, Ligue des champions de l'UEFA, finale : au Stade de France, à Saint-Denis, le FC Barcelone remporte la Ligue des champions sur le score de 2-1 face au club londonien d'Arsenal. C'est la deuxième Ligue des champions gagnée par le club catalan. Lors de ce match, Jens Lehmann, le gardien d'Arsenal, est exclu.
- 19 mai :
  - Alain Perrin devient le nouvel entraîneur de Sochaux.
  - Le tchèque Ivan Hašek devient le nouvel entraineur de l'AS Saint-Étienne.
  - Le milieu de terrain du FC Nantes, Jérémy Toulalan, signe un contrat de quatre ans en faveur de l'Olympique lyonnais.
- 20 mai, Coupe UEFA féminine, finale aller : le FFC Frankfurt bat largement Turbine Potsdam 4-0. La finale retour sera très compliquée pour les joueuses de Potsdam…
- 23 mai :
  - À la surprise générale, Jean Fernandez quitte l'Olympique de Marseille dont il était l'entraîneur et s'engage avec Auxerre.
  - Le milieu offensif tchèque Tomáš Rosický quitte le Borussia Dortmund et rejoint le club londonien d'Arsenal.
  - Ouverture du Championnat d'Europe espoirs qui se déroule au Portugal.
- 24 mai : Javier Aguirre devient le nouvel entraîneur de l'Atlético de Madrid. Le technicien mexicain succède à José Murcia.
- 27 mai : Andrés Iniesta reçoit sa première sélection en équipe d'Espagne lors d'un match face à la Russie.
- 28 mai, Coupe UEFA féminine, finale retour : le FFC Frankfurt l'emporte 3 buts à 2 contre Turbine Potsdam et gagne ainsi son 2e titre de champion d'Europe.
- 31 mai :
  - L'attaquant ukrainien du Milan AC, Andriy Shevtchenko, signe un contrat de quatre ans avec Chelsea pour la somme de 42 millions d'euros.
  - László Bölöni devient le nouvel entraîneur de l'AS Monaco.

## Juin
- 1er juin : le jeune attaquant du FC Cologne, Lukas Podolski, est transféré au Bayern de Munich.
- 3 juin : l'international suédois Kim Källström quitte le Stade rennais et signe à l'Olympique lyonnais.
- 4 juin, finale du Championnat d'Europe espoirs : les Pays-Bas l'emportent face à l'Ukraine 3-0 et sont donc sacrés champions d'Europe.
- 7 juin : l'attaquant français Djibril Cissé se blesse lors du match amical France-Chine. Il ne pourra pas participer au mondial…
- 8 juin : Pierre Dréossi est nommé entraîneur du Stade rennais.
- 9 juin :
  - Le meneur de jeu international français du Werder Brême, Johan Micoud, signe un contrat de deux ans avec son ancien club des Girondins de Bordeaux.
  - Dans l'affaire des comptes de l'OM, Rolland Courbis, entraîneur du club au moment des faits, est condamné à 2 ans de prison ferme, 375 000 euros d'amende, et à une interdiction de toute activité professionnelle ou sociale dans le monde du football pendant cinq ans. Robert Louis-Dreyfus, le principal actionnaire, écope de 3 ans de prison avec sursis et 375 000 euros d'amende.
  - Début de la Coupe du monde de football avec en match d'ouverture une victoire de l'Allemagne, pays organisateur, sur le Costa Rica (4-2).
- 20 juin :
  - Après des semaines de consultations, c'est finalement Albert Emon qui devient le nouvel entraîneur de l'Olympique de Marseille.
  - La chaine de télévision Canal+ se sépare du Paris Saint-Germain. Alain Cayzac devient le nouveau président du club.
- 21 juin : le jeune milieu de terrain du Stade rennais, Yoann Gourcuff, rejoint le Milan AC où un contrat de 5 ans l'attend.
- 24 juin, Coupe du monde, huitièmes de finale : victoire de l'Allemagne sur la Suède et qualification de l'Argentine qui sort le Mexique.
  - Article détaillé : Phase à élimination directe de la Coupe du monde 2006
- 25 juin, Coupe du monde, huitièmes de finale : victoire de l'Angleterre sur l'Équateur et qualification du Portugal qui élimine les Pays-Bas.
- 26 juin : 
  - Dick Advocaat prend le poste d'entraîneur du Zénith Saint-Pétersbourg.
  - Coupe du monde, huitièmes de finale : victoire de l'Italie sur l'Australie et qualification de l'Ukraine qui sort la Suisse.
- 27 juin, Coupe du monde, huitièmes de finale : victoire du Brésil sur le Ghana et qualification de la France qui élimine l'Espagne.
- 30 juin : 
  - L'attaquant international suisse du Stade rennais, Alexander Frei, est transféré au Borussia Dortmund.
  - Coupe du monde, quarts de finale : victoire de l'Allemagne sur l'Argentine (1-1, 4 t.a.b à 2) et qualification de l'Italie qui sort l'Ukraine (3-0).
    - Article détaillé : Phase à élimination directe de la Coupe du monde 2006

## Principaux champions nationaux 2005-2006
- Afrique du Sud : Mamelodi Sundowns
- Algérie : JS Kabylie
- Allemagne : Bayern de Munich
- Angleterre : Chelsea FC
- Argentine : tournoi de clôture : Boca Juniors
- Autriche : Austria Vienne
- Belgique : RSC Anderlecht
- Bulgarie : Levski Sofia
- Danemark : FC Copenhague
- Écosse : Celtic Glasgow
- Égypte : Al Ahly SC
- Espagne : FC Barcelone
- France : Olympique lyonnais
- Grèce : Olympiakos Le Pirée
- Hongrie : Debrecen VSC
- Italie : Inter Milan (Sacrée championne à la suite du déclassement de la Juventus et du Milan AC)
- Maroc : Wydad de Casablanca
- Mexique : tournoi de clôture : Pachuca
- Pays-Bas : PSV Eindhoven
- Pologne : Legia Varsovie
- Portugal : FC Porto
- République tchèque : Slovan Liberec
- Roumanie : Steaua Bucarest
- Serbie-Monténégro : Étoile rouge Belgrade
- Suisse : FC Zurich
- Tunisie : Espérance sportive de Tunis
- Turquie : Galatasaray
- Ukraine : Shakhtar Donetsk

## Juillet
- 1er juillet, Coupe du monde, quarts de finale : victoire du Portugal sur l'Angleterre (0-0, 3 t.a.b à 1) et qualification de la France qui élimine le Brésil (1-0).
- 3 juillet : Ramón Calderón devient le nouveau président du Real Madrid.
- 4 juillet : 
  - Le brésilien Zico devient le nouvel entraîneur de Fenerbahçe. Il succède à Christoph Daum.
  - Coupe du monde, demi-finale : l'Italie s'impose 2-0 après prolongation sur l'Allemagne et se qualifie pour la finale à Berlin.
    - Article détaillé : Phase à élimination directe de la Coupe du monde 2006
- 5 juillet :
  - À la suite du scandale des matches truqués du Calcio, le manager italien Fabio Capello quitte son poste d'entraîneur de la Juventus et rejoint le club espagnol du Real Madrid. Capello avait déjà entraîné le Real lors de la saison 1996-1997.
  - L'attaquant tchèque Jan Koller signe un contrat de deux ans en faveur de l'AS Monaco.
  - Coupe du monde, demi-finale : la France s'impose 1-0 sur le Portugal et rejoint l'Italie en finale.Scène de la finale de la Coupe du monde 2006.

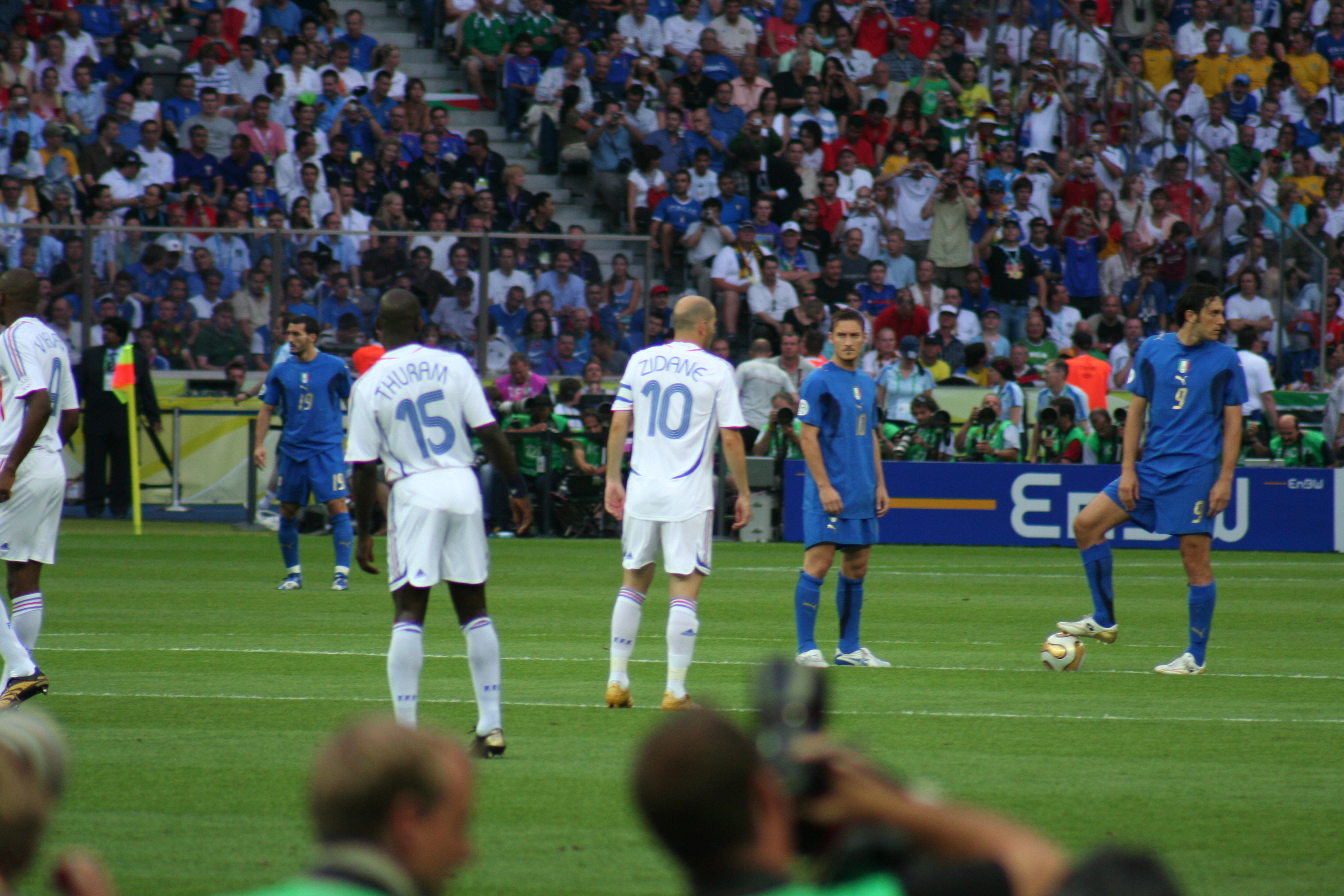
Scène de la finale de la Coupe du monde 2006.

- 9 juillet, Finale de la Coupe du monde de football opposant l'Italie à la France : victoire de l'Italie à l'issue d'un match nul (1-1) qui se termine par une séance de tirs au but remportée 5-3 par l'Italie. Lors de la prolongation, Zidane est expulsé du terrain à la suite d'un violent coup de tête donné sur le défenseur italien Marco Materazzi et cela signifie la fin de carrière de footballeur pour Zizou. Il s'agit de la quatrième Coupe du monde remportée par l'Italie, après les victoires de 1934, 1938 et 1982. L'Allemagne, pays organisateur, termine 3e de la compétition tandis que le Portugal se classe 4e.
  - Article détaillé : Finale de la Coupe du monde de football de 2006
- 10 juillet : Didier Deschamps devient le nouvel entraîneur de la Juventus.
- 11 juillet : l'arrière gauche italien Fabio Grosso, sacré champion du monde avec la Nazionale, s'engage en faveur de l'Inter Milan.
- 12 juillet : 
  - L'attaquant international français de Liverpool, Djibril Cissé, est prêté à l'OM pour un an avec une option d'achat.
  - Joachim Löw succède à Jürgen Klinsmann à la tête de l'équipe d'Allemagne.
- 14 juillet : coup de tonnerre sur le football italien : à la suite du scandale des matches truqués du Calcio, la Juventus, la Fiorentina et la Lazio Rome sont reléguées en série B (2e division), avec respectivement 30, 12, et 7 points de pénalité. La Juventus se voit également retirer ses deux derniers titres de championne d'Italie. La quatrième équipe concernée, le Milan AC, reste en Série A, mais écope de 15 points de pénalité et sera privée de Ligue des champions la saison prochaine.
- 19 juillet : Fabio Cannavaro et son coéquipier brésilien Emerson signent au Real Madrid pour deux saisons. Les deux joueurs sont les premiers à quitter la Juventus après l'annonce de la relégation du club en 2e division.
- 21 juillet : Lilian Thuram et Zambrotta sont transférés de la Juventus au FC Barcelone. La "vieille dame" est en train de perdre une grande partie de ses stars…
- 22 juillet : inauguration du nouveau stade des Gunners, l'Emirates Stadium, à l'occasion du jubilé de Dennis Bergkamp. Thierry Henry, dernier buteur dans le mythique stade d'Highbury, devient le tout premier gunner à marquer à l'Emirates Stadium.
- 25 juillet : verdict de l'appel du procès des matchs truqués du calcio : Les condamnations sont revues à la baisse et finalement seule la Juventus jouera la saison prochaine en deuxième division.
- 26 juillet : l'Inter Milan est désignée championne d'Italie à la suite de la condamnation de la Juventus et du Milan AC.
- 27 juillet : le buteur néerlandais Van Nistelrooy quitte les "Red Devils" et rejoint les "galactiques" du Real Madrid.
- 29 juillet, Championnat d'Europe des moins de 19 ans, finale : l'équipe d'Espagne des moins de 19 ans est sacrée championne d'Europe en battant l'équipe d'Écosse des moins de 19 ans. Le score est de 2 buts à 1.
- 30 juillet : à Gerland, l'Olympique lyonnais remporte le Trophée des champions face au Paris Saint-Germain après une séance de tirs au but (1-1), (5 tab à 4).
- 31 juillet : le milieu de terrain international anglais Michael Carrick est transféré de Tottenham à Manchester United. Carrick portera le maillot numéro 16, autrefois réservé à l'Irlandais Roy Keane, véritable légende de Manchester.

## Août
- 2 août :
  - L'UEFA annonce que le Milan AC est autorisé à jouer le tour préliminaire de la Ligue des champions malgré sa condamnation dans l'affaire des matches truqués du championnat italien.
  - Comme annoncé depuis plusieurs jours, Patrick Vieira quitte la Juventus et rejoint l'Inter Milan.
- 4 août : 
  - Championnat de France, 1re journée : ouverture de la saison par une victoire de l'Olympique lyonnais sur Nantes, 3-1 au Stade de la Beaujoire.
  - Martin O'Neill devient le nouvel entraîneur d'Aston Villa. Il succède à David O'Leary.
- 5 août : le Werder Brême remporte la Coupe de la Ligue allemande en battant le Bayern Munich 2-0 en finale.
- 7 août : l'attaquant argentin Hernán Crespo est prêté à l'Inter Milan, club où il avait déjà évolué lors de la saison 2002/2003.
- 10 août : l'attaquant suédois Zlatan Ibrahimović quitte la Juve et rejoint l'Inter. Au total, six internationaux auront quitté la "vieille dame".
- 11 août : reprise du Championnat d'Allemagne avec une victoire du Bayern de Munich sur le Borussia Dortmund, 2-0.
- 13 août :
  - Ouverture de la saison anglaise avec le Community Shield : le vainqueur de la Coupe d'Angleterre, Liverpool, s'impose sur le champion en titre, Chelsea, 2-1.
  - Championnat de France : dans le derby du nord, Lille écrase Lens 4-0. Peter Odemwingie inscrit trois buts.
- 17 août, Copa Libertadores, finale : le SC Internacional remporte la première Copa Libertadores de son histoire en faisant match nul 2-2 face à Sao Paulo; après s’être imposé 2-1 au match aller.
- 18 août : l'attaquant néerlandais Dirk Kuijt quitte le Feyenoord Rotterdam et rejoint les Reds de Liverpool.
- 24 août : Mahamadou Diarra est transféré de l'Olympique lyonnais au Real Madrid pour la somme de 29 millions d'euros. Pour le remplacer, Lyon recrute le milieu de terrain lensois Alou Diarra.
- 25 août : le FC Séville remporte la Supercoupe de l'UEFA en battant largement le FC Barcelone (3-0).
- 26 août :
  - Reprise du Championnat d'Espagne avec une victoire de Valence sur le Betis Séville, 2-1.
  - Supercoupe d'Italie : l'Inter Milan remporte la Supercoupe d'Italie en battant l'AS Rome 4-3. Les romains menaient pourtant 3-0 à la 35e minute de jeu.
- 28 août : 
  - Le milieu de terrain international espagnol Joaquin est transféré du Betis Séville au Valence CF. Le montant du transfert est estimé à 25 millions d'euros.
  - Roy Keane commence sa carrière d'entraîneur en prenant le poste de manager de Sunderland. Le club évolue en Football League Championship (2e division anglaise).
- 31 août : le défenseur international anglais d'Arsenal, Ashley Cole, est cédé à Chelsea en échange de son homologue français William Gallas.

## Septembre
- 6 septembre, Matchs éliminatoires de l’Euro 2008 : carton de l'Allemagne qui bat Saint-Marin 13-0 avec quatre buts de Lukas Podolski. Cette défaite constitue un record pour les saint-marinais.
- 10 septembre, 5e journée de Ligue 1 : l'Olympique de Marseille l'emporte 3 buts à 1 face à Paris au Parc des Princes et remporte le 66e Classico de l'histoire. Match où furent sifflés trois pénalties dont deux pour l'OM.
- 12 septembre, Ligue des champions de l'UEFA, 1re journée :
  - Groupe C : Galatasaray 0-0 Girondins de Bordeaux
- 13 septembre, Ligue des champions de l'UEFA, 1re journée :
  - Groupe E : Olympique lyonnais 2-0 Real Madrid
  - Groupe H : RSC Anderlecht 1-1 Lille OSC
- 17 septembre, 5e journée de Premier League : Chelsea s'impose 1-0 face à Liverpool grâce à un exploit individuel de Didier Drogba. De son côté, Arsenal gagne (0-1) sur la pelouse de Manchester United grâce à un but d'Emmanuel Adebayor.
- 20 septembre : Serge Le Dizet, entraîneur du FC Nantes, est remercié. Georges Eo, son adjoint, prend le relais.
- 26 septembre, Ligue des champions de l'UEFA, 2e journée :
  - Groupe E : Steaua Bucarest 0-3 Olympique lyonnais
  - Groupe H : Lille OSC 0-0 AC Milan
- 27 septembre, Ligue des champions de l'UEFA, 2e journée :
  - Groupe B : Inter Milan 0-2 Bayern Munich
  - Groupe C : Girondins de Bordeaux 0-1 PSV Eindhoven

## Octobre
- 5 octobre : Fabien Barthez annonce qu'il met fin à sa carrière de footballeur. Le gardien de but international français était sans club depuis son départ de l'Olympique de Marseille.
- 17 octobre, Ligue des champions de l'UEFA, 3e journée :
  - Groupe E : Dynamo Kiev 0-3 Olympique lyonnais
  - Groupe H : Lille OSC 3-1 AEK Athènes
- 18 octobre, Ligue des champions de l'UEFA, 3e journée :
  - Groupe A : Chelsea FC 1-0 FC Barcelone
  - Groupe C : Girondins de Bordeaux 0-1 Liverpool FC
- 22 octobre :
  - 10e journée de Ligue 1 : l'Olympique lyonnais l'emporte 4 buts à 1 face à l'Olympique de Marseille au stade Vélodrome. À la suite de cette victoire, l'OL compte désormais 8 points d'avance sur son dauphin.
  - 7e journée de Liga : le Real Madrid remporte el Clásico 2-0 face au FC Barcelone au stade Santiago Bernabéu. Les buts sont inscrits par Raúl et par van Nistelrooy
  - 9e journée de Premier League : Manchester United s'impose 2-0 face à Liverpool à Old Trafford et remporte le 172e Derby d'Angleterre.
- 23 octobre : l'entraîneur de l'AS Monaco, Laszlo Bölöni, est mis à l'écart après le début de saison catastrophique du club de la principauté. Son adjoint Laurent Banide assure l'intérim.
- 28 octobre, 9e journée de Serie A : l'Inter Milan remporte le Derby de la Madonnina face au Milan AC sur le score prolifique de 4-3.
- 31 octobre :
  - L'entraîneur de Sedan, Serge Romano, est remplacé par son adjoint José Pasqualetti.
  - Ligue des champions de l'UEFA, 4e journée :
    - Groupe A : FC Barcelone 2-2 Chelsea FC
    - Groupe C : Liverpool FC 3-0 Girondins de Bordeaux

## Novembre
- 1er novembre :
  - Lancement de Juventus Channel, la chaine de télévision de la Juventus, pour le jour anniversaire des 109 ans de la « Vieille Dame ». Juventus Channel, faute de droits, ne retransmettra aucun match de championnat en direct ou de Ligue des champions.
  - Ligue des champions de l'UEFA, 4e journée :
    - Groupe E : Olympique lyonnais 1-0 Dynamo Kiev
    - Groupe H : AEK Athènes 1-0 Lille OSC
- 4 novembre, 12e journée de Ligue 1 : première défaite de la saison pour l'Olympique lyonnais. C'est le Rennes qui parvient à créer l'exploit (1-0) grâce à un but de la tête de Stéphane Mbia. Les lyonnais restaient sur une série de 17 matches sans défaite et 14 victoires d'affilée toutes compétitions confondues.
- 11 novembre, Ligue des champions de la CAF, finale retour : les Égyptiens d'Al Ahly SC s'imposent 1-0 à l'extérieur face aux Tunisiens du Club sportif sfaxien. Après le match nul réalisé à l'aller, c'est donc Al Ahly qui remporte une nouvelle fois l'épreuve.
- 12 novembre :
  - 10e journée de Liga : le Real Madrid l'emporte 4-1 face à Osasuna grâce à un phénoménal quadruplé de Van Nistelrooy.
  - Major League Soccer (MLS) : Houston Dynamo remporte le championnat MLS en s'imposant en finale aux tirs au but face à New England Revolution.
  - Coupe du monde de football de plage : le Brésil est sacré champion de monde de beach soccer en s'imposant en finale face à l'Uruguay sur la plage brésilienne de Copacabana. La France se classe troisième en battant le Portugal.
- 17 novembre : décès à l'âge de 79 ans de Ferenc Puskás, véritable légende du football hongrois.
- 19 novembre, 12e journée de Serie A : spectaculaire victoire de l'AS Rome sur Catane (7-0).
- 21 novembre, Ligue des champions de l'UEFA, 5e journée :
  - Groupe E : Real Madrid 2-2 Olympique lyonnais
  - Groupe H : Lille OSC 2-2 RSC Anderlecht
- 22 novembre, Ligue des champions de l'UEFA, 5e journée :
  - Groupe C : Girondins de Bordeaux 3-1 Galatasaray
- 23 novembre, Coupe de l'UEFA : 3e journée, Groupe G : Paris SG 4-2 Hapoël Tel-Aviv. Un supporter du Paris SG est tué juste après le match à la suite d'un affrontement avec des supporteurs de l'Hapoël.
- 26 novembre, 14e journée de Premier League : le choc au sommet entre Manchester United (leader) et Chelsea (second) se solde par un match nul un but partout à Old Trafford.
- 27 novembre : 
  - Le défenseur italien Fabio Cannavaro reçoit le Ballon d'or France Football 2006.
  - Félix Sarriugarte est démis de ses fonctions d'entraîneur de l'Athletic Bilbao. José Manuel Esnal le remplace.
- 30 novembre, Coupe de l'UEFA : 4e journée : groupe E : AS Nancy-Lorraine 3-0 Feyenoord Rotterdam. Match terni par les incidents des supporters de Feyenoord avant le match dans le centre-ville de Nancy, et pendant le match au Stade Marcel Picot.
- ? novembre : décès à 69 ans d'Óscar Montalvo, international péruvien devenu entraîneur.

## Décembre
- 1er décembre : le match Paris Saint-Germain - Toulouse FC comptant pour la 16e journée de Ligue 1 est reporté. Ceci fait suite aux incidents du 23 novembre lors du match Paris SG - Hapoël Tel-Aviv en Coupe UEFA.
- 5 décembre, Ligue des champions de l'UEFA, 6e journée :
  - Groupe B : Bayern Munich 1-1 Inter Milan
  - Groupe C : PSV Eindhoven 1-3 Girondins de Bordeaux
- 6 décembre, Ligue des champions de l'UEFA, 6e journée :
  - Groupe E : Olympique lyonnais 1-1 Steaua Bucarest
  - Groupe H : Milan AC 0-2 Lille OSC
- 9 décembre, Championnat de France : prêté par Liverpool, Djibril Cissé effectue, six mois après sa terrible double fracture tibia-péroné, ses débuts au stade Vélodrome sous les couleurs de l'Olympique de Marseille, lors du match contre Monaco. Entré à la 61e minute, il offre de la tête une passe décisive pour Mamadou Niang qui inscrit le but de la victoire (2-1).
- 10 décembre :
  - 17e journée de Premier League : Le derby du nord-ouest de Londres entre Chelsea et Arsenal se solde par un match nul un but partout à Stamford Bridge.
  - 15e journée de Serie A : la Lazio remporte largement le 143e Derby romain face à la Roma sur le score de 3-0.
- 13 décembre : Alan Curbishley devient le nouvel entraîneur de West Ham United.
- 14 décembre : Gonzalo Higuaín, la nouvelle vedette du football argentin, est transféré au Real Madrid.
- 17 décembre :
  - Fabien Barthez reprend du service en signant un contrat de six mois avec le FC Nantes.
  - 18e journée de Ligue 1 : Lyon Leader du championnat humilie le RC Lens 4-0 au Stade Bollaert et compte désormais 17 points d'avance sur son dauphin.
  - Coupe du monde des clubs, finale : les brésiliens du Sport Club Internacional remporte le Mondial des Clubs après une victoire 1-0 face aux espagnols du FC Barcelone.
- 18 décembre : l'entraîneur du Borussia Dortmund, Bert van Marwijk, est renvoyé de son poste après une défaite à domicile de son club face au Bayer Leverkusen. Juergen Roeber lui succède quelques jours plus tard.
- 22 décembre : le Real Madrid annonce l'arrivée dans ses rangs du milieu défensif Fernando Gago, en provenance de Boca Juniors.
- 27 décembre : Luis Fernandez devient le nouvel entraîneur du Betis Séville.

## Principaux champions nationaux 2006
- Argentine : tournoi d'ouverture : Estudiantes de La Plata
- Brésil : São Paulo FC
- Finlande : Tampere United
- Mexique : tournoi d'ouverture : Chivas de Guadalajara
- Norvège : Rosenborg BK
- Russie : CSKA Moscou
- Suède : IF Elfsborg
- États-Unis : MLS : Houston Dynamo

## Principaux décès
Plus d'informations : Liste d'acteurs du football morts en 2006.
- 7 janvier : décès à 31 ans de Gábor Zavadszky, international hongrois ayant remporté le Championnat de Chypre 2006.
- 8 janvier : décès à 27 ans d'Elson Becerra, international colombien ayant remporté la Copa América 2001[1].
- 13 janvier : décès à 75 ans de Peter Rösch, international suisse devenu entraîneur.
- 14 janvier : décès à 21 ans de Mark Philo, joueur Anglais.
- 21 janvier : décès à 91 ans de Vicente Sierra Sanz, joueur espagnol ayant remporté 2 Championnat d'Espagne et la Coupe d'Espagne 1942.
- 23 janvier : décès à 84 ans de Dion Ørnvold, international danois ayant remporté la médaille de bronze aux Jeux olympiques 1948 et 3 Championnat du Danemark.
- 4 février : décès à 74 ans de Jenő Dalnoki, international hongrois ayant remporté la Médaille d'or aux Jeux olympiques d'été de 1952, la  Médaille de bronze aux Jeux olympiques d'été de 1960, 2 Championnat de Hongrie, la Coupe de Hongrie en 1958 et comme entraîneur le Championnat de Hongrie en 1976 et 2 Coupe de Hongrie.
- 9 février : décès à 84 ans de Ron Greenwood, joueur anglais ayant remporté le Championnat d'Angleterre 1955 puis comme entraîneur la Coupe d'Europe des vainqueurs de coupes en 1965 et la Coupe d'Angleterre en 1964. Il fut également sélectionneur de son pays.
- 9 février : décès à 77 ans d'André Strappe, international français ayant remporté le Championnat de France en 1954 et 3 Coupe de France devenu entraîneur[2].
- 13 février : décès à 76 ans de Joseph Ujlaki, international français ayant remporté le Championnat de France en 1956 et la Coupe de France 1954[3].
- 16 février : décès à 72 ans d'Eugène Bigot, joueur français[4].
- 18 février : décès à 38 ans de Jean-Claude Durand, joueur français ayant remporté le Championnat de France en 1989[5].
- 23 février : décès à 85 ans de Telmo Zarraonandia, international espagnol ayant remporté le Championnat d'Espagne 1943 et 5 Coupe d'Espagne.
- 27 février : décès à 32 ans d'Igor Angulo, joueur espagnol.
- 13 mars : décès à 61 ans de Jimmy Johnstone, international écossais ayant remporté la Coupe d'Europe des clubs champions : 1967, 9 Championnat d'Écosse et 7 Coupe d'Écosse[6].
- 19 mars : décès à 95 ans d'Ernesto Duchini, joueur puis entraîneur argentin.
- 7 avril : décès à 81 ans d'Eugène Abautret, joueur français[7].
- 11 avril : décès à 81 ans de Raymond Battiston, joueur français[8]
- 16 avril : décès à 80 ans de Georges Stuber, international suisse ayant remporté la Coupe de Suisse 1950.
- 21 avril : décès à 74 ans de Telê Santana, joueur brésilien puis entraîneur ayant remporté 2 Coupe intercontinentale, 2 Copa Libertadores, la Copa CONMEBOL 1994, 2 Championnat du Brésil, le Championnat d'Arabie saoudite 1983 et la Coupe d'Arabie saoudite 1984. Il fut également sélectionneur de son pays.
- 27 avril : décès à 73 ans de Gösta Sandberg, international suédois ayant remporté la médaille de bronze aux Jeux olympiques 1952 et 4 Championnat de Suède.
- 6 mai : décès à 85 ans de Konstantin Beskov, international Soviétique ayant remporté 2 Championnat d'Union soviétique, la Coupe d'Union soviétique en 1953 puis comme entraîneur la médaille de bronze aux Jeux olympiques de 1980, 2 Championnat d'Union soviétique, 3 Coupe d'Union soviétique et la Coupe de Russie en 1995. Il fut également sélectionneur de l'URSS.
- 28 mai : décès à 89 ans de Juan Vila, joueur franco-espagnol ayant remporté le Championnat de France 1948[9].
- 1er juin : décès à 81 ans de Daniël van Pottelberghe, joueur belge.
- 15 juin : décès à 92 ans de Carlos Tovar, international péruvien ayant remporté 3 Championnat du Pérou[10].
- 21 juin : décès à 82 ans de Joseph Deckert, joueur puis entraîneur français[3].
- 31 juillet : décès à 47 ans de Pascal Miézan, international ivoirien.
- 2 août : décès à 82 ans de Ferenc Szusza, international hongrois ayant remporté 4 Championnat de Hongrie puis comme entraîneur le Championnat de Pologne 1971 et la Coupe de Pologne 1971.
- 15 août : décès à 82 ans de Faas Wilkes, international néerlandais.
- 19 août : décès à 78 ans d'Oscar Míguez, international Uruguayen ayant remporté la Coupe du monde 1950, la Copa América 1956 et 6 Championnat d'Uruguay[11].
- 24 août : décès à 78 ans de Mokhtar Ben Nacef, international tunisien ayant remporté 2 Championnat de Tunisie, 2 Championnat de France, de la Coupe de France 1954 devenu entraîneur. Il fut également sélectionneur de son pays[12].
- 4 septembre : décès à 64 ans de Giacinto Facchetti, international italien ayant remporté le Championnat d'Europe 1968, 2 Coupe intercontinentale, 2 Ligue des champions, 4 Championnat d'Italie et la Coupe d'Italie 1978.
- 18 septembre : décès à 30 ans de Nilton Mendes, joueur brésilien ayant remporté le Championnat du Kazakhstan 1999 et 2 Coupe du Kazakhstan.
- 19 septembre : décès à 82 ans de Omer Van Boxelaer, joueur puis entraîneur belge[13].
- 23 octobre en sport|23 octobre : décès à 75 ans d'Eugène Njo-Léa, joueur camerounais ayant remporté le Championnat de France 1957.
- 29 octobre : décès à 69 ans de Léon Walker, international suisse ayant remporté 4 Championnat de Suisse et la Coupe de Suisse 1958 devenu sélectionneur de son pays[14].
- 3 novembre : décès à 68 ans d'Alberto Spencer, international équatorien et Uruguayen ayant remporté 3 Copa Libertadores, 2 Coupe Intercontinentale et 6 Championnat d'Uruguay.
- 4 novembre : décès à 39 ans de Sergi López Segú, joueur espagnol ayant remporté 2 Coupe d'Europe des vainqueurs de coupe, le Championnat d'Espagne en 1991 et 3 Coupe d'Espagne[15].
- 5 novembre : décès à 90 ans de Pietro Rava, international italien ayant remporté la Coupe du monde 1938, la médaille d'or aux Jeux olympiques 1936, le Championnat d'Italie 1950 et 2 Coupe d'Italie devenu entraîneur.
- 15 novembre : décès à 88 ans de Maurice Blondel, joueur français ayant remporté le Championnat de France 1945 devenu entraineur[16].
- 15 novembre : décès à 78 ans d'Ivan Marković, joueur puis entraîneur yougoslave.

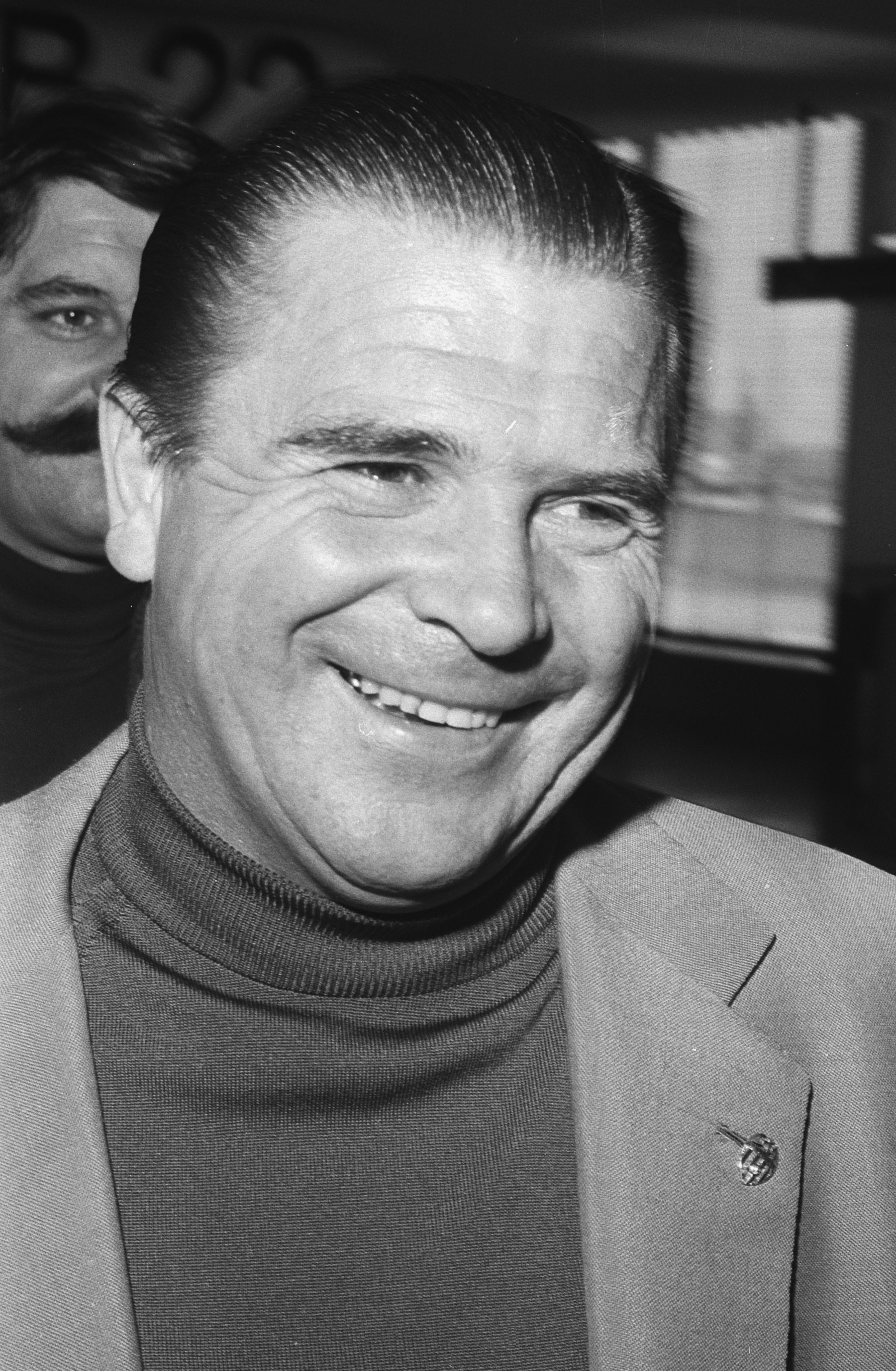
Ferenc Puskás, mort le 17 novembre 2006.

- 17 novembre : décès à 79 ans de Ferenc Puskás, international hongrois et espagnol ayant remporté la médaille d'or aux Jeux olympiques 1952, la Coupe intercontinentale 1960, 3 Coupe des champions, 4 Championnat de Hongrie, 5 Championnat d'Espagne, la Coupe d'Espagne 1962 devenu entraîneur. Il fut également sélectionneur de l'Arabie Saoudite et de la Hongrie[17].
- 27 novembre : décès à 69 ans d'Albert Durand, joueur puis entraîneur français.
- 28 novembre : décès à 87 ans de Max Merkel, international autrichien et allemand ayant remporté 4 Championnat d'Autriche puis comme entraîneur le Championnat d'Autriche 1957, 2 Championnat d'Allemagne, la Coupe d'Allemagne 1964 et le Championnat d'Espagne 1973. Il fut également sélectionneur des Pays-Bas.
- 3 décembre : décès à 82 ans de Théo Olivarez, joueur français.
- 12 décembre : décès à 93 ans d'Anton Raab, joueur allemand devenu entraîneur[18].
- 15 décembre : décès à 73 ans de Jaak Merchez, joueur puis entraîneur belge.
- 29 décembre : décès à 89 ans de José Cardús, joueur espagnol.
- 31 décembre : décès à 79 ans de Yacov Hodorov, international israélien ayant remporté 2 Championnat d'Israël et la Coupe d'Israël 1960 devenu entraîneur[19].

## Liens
- RSSSF : Tous les résultats du monde